# Teetz (Kyritz)
Teetz ist ein Wohnplatz im Gemeindegebiet der Stadt Kyritz im Landkreis Ostprignitz-Ruppin (Brandenburg). Der Ort bildet zusammen mit dem Wohnplatz Ganz den Ortsteil Teetz-Ganz der Stadt Kyritz. Teetz-Ganz war bis zur Eingemeindung in die Stadt Kyritz zum Ende des Jahres 2002 eine eigenständige Gemeinde.

## Geographie
Der Wohnplatz Teetz liegt etwas über elf Kilometer Luftlinie nordöstlich der Kernstadt Kyritz an der Dosse. Die Gemarkungen von Teetz und Ganz wurden 1957 bei der Eingemeindung von Ganz in Teetz zu einer Gemarkung vereinigt. Die Dosse durchschneidet die ehemalige Gemarkung fast mittig. Im Westen wird sie durch die Lüttkendosse begrenzt. Nordöstlich des Ortskerns mündet ein von Nordosten kommender Graben in die Dosse. Südlich des Ortskerns und den Ortskern westlich umfließend mündet der Königsgraben in die Dosse.

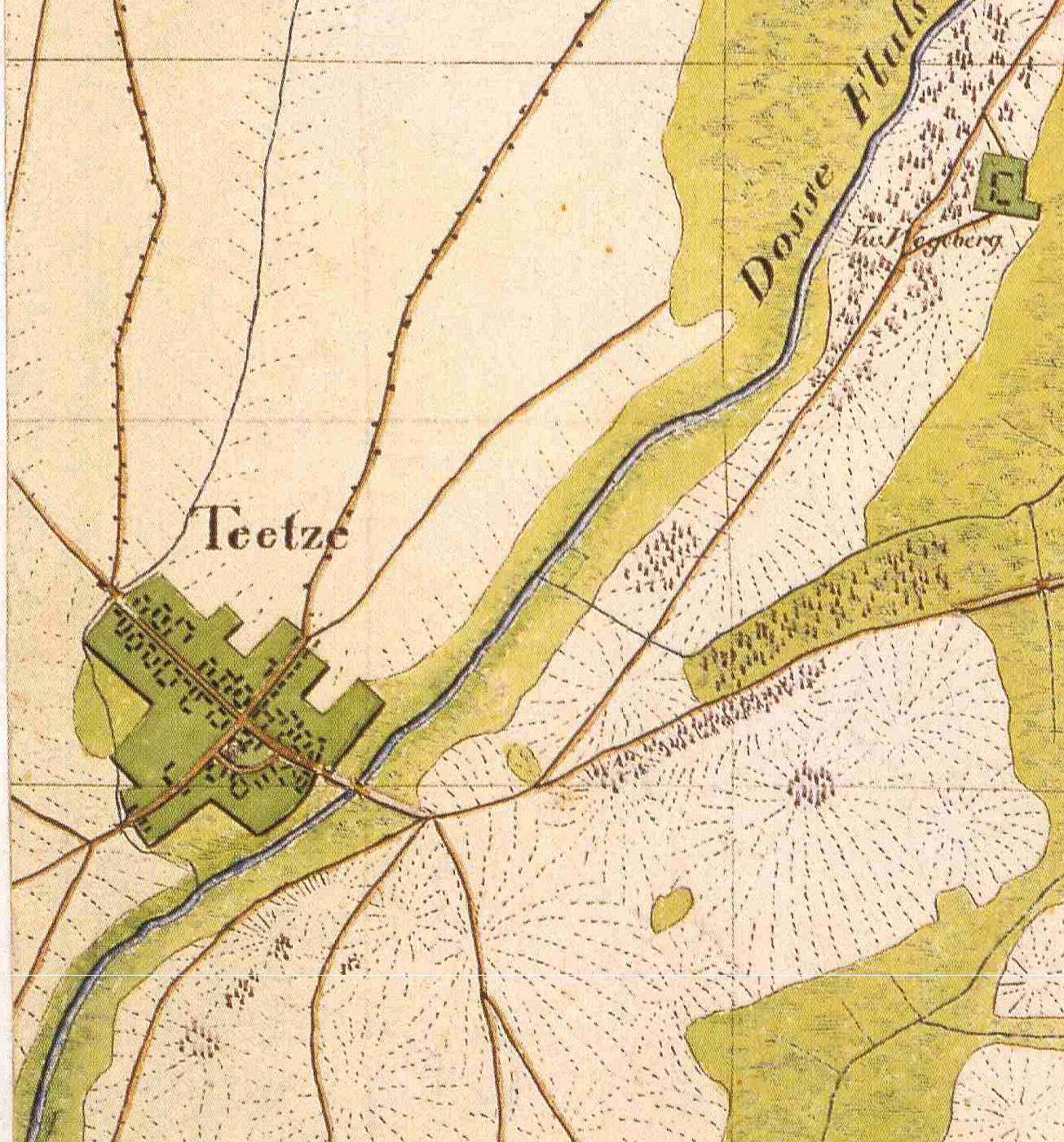
Teetz auf dem Urmesstischblatt 2941 Rägelin von 1825

Das Ortszentrum von Teetz liegt bei 49 m ü. NHN. Der tiefste Punkt der ehemaligen Gemarkung Teetz liegt ganz im Süden, dort wo die Dosse bei etwa 44 m ü. NHN die ehemalige Gemarkung verlässt. Der höchste Punkt liegt östlich des Ortskerns mit 63,3 m ü. NHN.
Nordöstlich des Ortskerns lag das Vorwerk Wegeberg. Direkt östlich befanden sich die sog. Abbaue zu Teetz. Auch südlich und südöstlich des Ortskerns von Teetz lagen zwei abgebaute Höfe. Die abgebauten Höfe und das Vorwerk Wegeberg existieren heute nicht mehr. Weitere Gebäude separiert vom eigentlichen Ortskern lagen westlich des Ortskerns an der Lütkendosse.

## Geschichte
Teetz wurde 1305 – allerdings nur indirekt – erstmals erwähnt als ein Jane von deme Tyeze Zeuge in einer in Havelberg ausgestellten Urkunde ist. 1337 wurde auch der Ort (in Tytze) selbst urkundlich genannt.
Nach der Dorfstruktur ist Teetz heute ein Straßendorf mit Kirche. Da Teetz im Mittelalter kein Kirchdorf war, ist diese sicherlich nicht die ursprünglich Dorfstruktur. Das Historische Ortslexikon vermutet ein ursprüngliches Sackgassendorf. Der Name leitet das Brandenburgische Namenbuch von einer apl. Grundform *Tris' e bzw. *Tisy ab, was als Ort, wo Eiben vorkommen zu übersetzen ist. Die Ableitung von einem patronymischen Grundform *Těšici zu einem Kosenamen Tech- wird vom Namenbuch als wenig wahrscheinlich angesehen. In der Ersterwähnung wurde der Ort Tyeze geschrieben. 1344 hieß der Ort Tetze. Im Landbuch von 1375 erscheint der Ort als Tytze. Erst 1591 taucht erstmals mit Teetz die heutige Schreibweise aus. Allerdings sind auch in der Folgezeit Schreibweisen wie Tietz, Teetze und Deetz zu finden.
1337 stifteten Fritze Paris sowie seine Erben (vermutlich seine Söhne) Henning, Helmicus, Fritzekin, Henricus und Busso Paris sowie Alard von Rohr und seine Brüder Ludolph, Otto, Hampo, Henning und Meynard von Rohr einen Altar in der Nicolaikirche in Kyritz. Dazu traten sie Hebungen im Ort Teetz an diese Altarstiftung ab. Heinrich Sceper gab von seinem Hof im nördlichen Teil von Teetz („in parte aquilonari“) sechs Scheffel Roggen und zwei Brandenburger Schillinge, ebenso Nicolaus Withun von seinem Hof. Im südlichen Teil des Ortes („in parte australi“) gab Arnold Rossow von seinem Hof einen halben Wispel Roggen und vier Schillinge, Hermann Lange („Hermannus Longus“) von seinem Hof einen halben Wispel Roggen, Arnold Sceper von seinem Hof sechs Scheffel Roggen und zwei Schillinge, und Heinrich Rudolph von seinem Hof gab sechs Scheffel und zwei Schillinge. Außerdem gab eine nicht genannte Anzahl von Kossäten acht Schillinge. Anlässlich der Stiftung gaben sie das Lehen beim Markgrafen auf. Die Stiftung scheint jedoch erst 1344 endgültig vollzogen worden zu sein, als Markgraf Ludwig („der Brandenburger“) dem Katharinenaltar in der Kyritzer Nicolaikirche die ihm aufgelassenen Hebungen übertrug. In dieser Urkunde fehlt allerdings der Hof des Hermann Lange mit seinen Abgaben (Versäumnis des Schreibers oder wurde dieser Hof von den Stiftern wieder zurückgenommen?).

„Tytze 40 mansi, quorum plebanus habet 2, prefectus 8. Remanent 35 solventes precariam. Quilibet mansus ad Michaelis 2 Schillinge et Walburgis 10 Pfennige et 1½ quartale siliginis et 1½ quartale ordeiet 3 quartalia avene. De predictis 17½ dant domino pactum und censum. Quilibet mansus 6 modios siliginis et 6 modios avene et 2 solidos den. super Martini. Prefectus 5 solidos den. Tabernator 5 solidos den. Dominus habet ibidem iudicium supremum, servicium et ius patronatus. Et nota: 16 mansi possessi dantes precarii, quorum 7 dant domino et etiam pactum et censum. Schultze, Landbuch, S. 24.“

„In villa Tytze habet dominus pactum et censum super 17½ mansos, de quolibet manso 6 modios siliginis, 6 modios avene et 2 solidos; item super 35 mansos precariam, de quolibet 34 denarios,1½ quartale siliginis, 1½ quartale ordei et 3 quartalia avene. Item ius patronatus, supremum iudicium et servicium. Item prefectus ibidem 5 solidos; item tabernator 6 solidos. Summa huius: 3 talenta 16 solidi, 8 chori duri vel 10 (sexagene) 58 grossi. Schultze, Landbuch, S. 47/8.“

Nach dem Landbuch Kaiser Karl IV. von 1375 gehörte das Dorf dem Markgrafen und zur Vogtei Fretzdorf. Das Dorf hatte insgesamt 40 Hufen, davon waren zwei Pfarrhufen und acht Schulzenhufen. Im Besitz des Landesherrn waren Pacht und Zins von 17½ Hufen. Jede Hufe gab sechs Scheffel Roggen, sechs Scheffel Hafer Pacht und zwei Schillinge Pfennige Zins zu Martini (11. November). Von 35 Hufen hatte er die Bede; jede Hufe gab 2 Schillinge zu Michaelis (29. September) und zu Walburgis (25. Februar) 10 Pfennige, 1½ Viertel Roggen, 1½ Viertel Gerste und drei Viertel Hafer. Das Patronat, das oberste Gericht und die Dienste waren ebenfalls (noch) im Besitz des Landesherrn. Der Schulze musste fünf Schillinge geben, der Krüger ebenfalls fünf Schillinge. Insgesamt waren aber nur noch 16 Hufen besetzt, von denen sieben noch Pacht und Zins gaben. In der Summa ergab das eine Abgabe von drei Talenten, 16 Schillinge, acht Wispel 10½ Scheffel Getreide oder 10 Schock 58 Groschen.
1492 gehörte zum Lehnschulzengut vier Hufen Land und drei Kossätenhöfe. 1547 war die Feldmark in 38 Hufen eingeteilt. Es gab 19 Hüfner und drei Kossäten. 1575 hatte der Schulze vier freie Hufen und drei freie Kossätenländer. 16 Bauern, darunter auch der Krüger bewirtschaften je zwei Hufen, zwei Bauern hatten nur je ein Hufe. Weiter wohnten in Teetz zwei Kossäten mit Kossätenland, ein Schmied, der als Einlieger auf einem Kossätenhof wohnte, und zwei Spikerleute (Mieter), die vom Leineweben lebten. Einer der Leineweber war zugleich auch Radmacher. Die Gemeinde beackerte zudem ein Drittel der Feldmark des damals wüsten Dorfes Lellichow, für die sie ab 1557 eine feste Pacht (Heuer) bezahlten. Zu dieser Zeit lebte auch ein Pfarrer im Dorf. Die Kirche (bzw. die Kirchenkasse) besaß einen Acker und eine Wiese.
Der Dreißigjährige Krieg traf auch Teetz sehr hart. 1652 waren gerade einmal 20 (erwachsene) Personen im Dorf wohnhaft, unter ihnen acht Bauern. 1686 waren aber alle Höfe wieder besetzt. Der Lehnschulze hatte vier Hufen zu seinem Hof. 16 Bauern bewirtschafteten je zwei Hufen, zwei Bauern je ein Hufe. Letztere wurden daher auch als Halbhüfner bezeichnet. Es gab zwei Kossätenhöfe, zu denen jeweils auch etwas Land gehörte. Einer der Kossäten war auch Radmacher. Auch ein Einlieger, ein Leineweber besaß etwas Land. Ohne Landbesitz waren der Schneider, der Schmied, der Schäfer und ein Kuhhirte, der auch die Schweine mit hütete. Auf den drei Feldern mit 21 Wispel fünf Scheffel gewannen die Bauern das 3½fache Korn. Die Qualität der Äcker wurde als mittelmäßig eingestuft. Dafür war Weide und Hütung gut. Auch die Wiesen werden als gut taxiert; sie erbrachten (in guten Jahren) sechs Fuder Heu. Im Dorf wurde Mast gegen Mastgeld betrieben. Allerdings war das Brennholz knapp (notdürftig). Die Teetzer durften in der Dosse fischen.
1698 war den Teetzern das Drittel der wüsten Feldmark Lellichow entzogen worden, das sie über lange Zeit bewirtschaftet hatten, und dem v. Jürgaß in Königsberg vererbpachtet worden. 1734 war Teetz kein reines Bauerndorf mehr. Die Sozialstruktur sah wie folgt aus: 17 Bauern und zwei Kossäten, elf Häuslinge, ein Schmied, ein Schneider, ein Schäfer und drei Hirten. 1760 wohnten in Teetz neben den 17 Bauern und zwei Kossäten zwei Kätner, drei Paar Einlieger, der Dorfschäfer, der Kuhhirt und der Dorfschmied. 1791 hatte der Ort 44 Feuerstellen (Häuser), in denen 16 (Voll-)Bauern, zwei Halbbauern, zwei Kossäten, acht Büdner, 16 Hausleute und ein Schmied wohnten. 1819 bestand die Wohnbevölkerung aus 18 Bauern, zwei Kossäten, drei Kätnern, einem Schmied, einem Hirten mit Vieh, einem Hirten ohne Vieh und sechs Paar Einliegern. 1846 war der Ort bereits auf 56 Wohnhäuser angewachsen. Schon vor 1825 war auf der Gemarkung das Vorwerk Wegeberg entstanden. Der Ort hatte fünf öffentliche Gebäude, 65 Wohngebäude und 81 Wirtschaftsgebäude, darunter auch eine Windgetreidemühle. Die Windmühle stand nördlich des Dorfes an der Straße nach Fretzdorf (etwas nach Osten von der Straße abgesetzt, auf dem Grundstück hinter dem Gebäudekomplex Fretzdorfer Straße 33). 1900 wurden im Dorf schon 71 Häuser gezählt. 1907 war der Grundbesitz wie folgt verteilt: ein Gutsbesitzer (Vorwerk Wegeberg) hatte 159 ha, sechs Bauern mit 140 ha, 78 ha, 76 ha, 73 ha, 62 ha und 55 ha, ein Halbbauer mit 38 ha, zwei Kossäten mit 26 ha und 21 ha, 10 Büdner mit 30, 21, 18, 17, 16, 15, 4, 4, 4 und 2 ha, vier Landwirte mit 72, 38, 29 und 20 ha, zwei Eigentümer mit 30 und einem Hektar, zwei Gastwirte mit 60,5 ha, ein Mühlenbesitzer mit 6 ha, ein Schmied mit 4 ha, ein Maurer mit 2 ha, ein Milchpächter mit 4 ha, ein Kaufmann mit 6 ha, ein Lehrer, zwei Altsitzer und eine Witwe mit 16 ha. 1931 gab es 86 Wohnhäuser in Teetz.
Nach dem Zweiten Weltkrieg wurden 1946 im Zuge der Bodenreform 518,38 ha enteignet. 17,65 ha wurden an sieben Neubauern verteilt, sechs Neubauern erhielten 48,55 ha, drei erhielten 53 ha, 10 Neubauern erhielten 195,33 ha. 163,37 ha wurden an 28 Altbauern verteilt. Der Rest der enteigneten Flächen ging an die Gemeinde und den Bodenfonds. 1952 wurde die erste LPG Typ I „Glückliche Zukunft“ gegründet. Sie hatte zunächst 8 Mitglieder und 53 ha landwirtschaftliche Nutzfläche. Bereits 1953 wurde sie in eine LPG Typ III umgewandelt. 1959 schloss sie sich mit der LPG Typ III „Einheit und Frieden“ in Ganz zur LPG Typ III „Einheit und Frieden“ Teetz-Ganz zusammen. Daneben existierte noch eine zweite LPG vom Typ I „15. März“ in Teetz. Zu diesem Zeitpunkt hatten die LPG Typ III „Einheit und Frieden“ Teetz-Ganz und die LPG Typ I „15. März“ zusammen 185 Mitglieder und bewirtschafteten 1242 ha landwirtschaftliche Nutzfläche. 1964 fusionierten schließlich die beiden LPG's in Teetz. 1979 wurde in Herzsprung die LPG Pflanzenproduktion gebildet, die u. a. auch Betriebsteile in Teetz und Ganz hatte. Die LPG Tierproduktion Schönberg hatte 1989 ebenfalls einen Betriebsteil in Teetz. 1991 übernahm die LPG Tierproduktion Schönberg den Betriebsteil der LPG Herzsprung. Die LPG Tierproduktion Schönberg wurde noch im selben Jahr in die Agrargenossenschaft Schönberg e.G. umgewandelt.
| Jahr      | 1734 | 1767 | 1772 | 1791 | 1801 | 1817 | 1837 | 1858 | 1871 | 1895 | 1910 | 1925      | 1939 | 1946 | 1950 |
| Einwohner | 189  | 169  | 250  | 279  | 264  | 254  | 367  | 418  | 435  | 383  | 392  | 437 (397) | 367  | 557  | 501  |

## Politische Geschichte
1375 war Teetz im Besitz des Landesherrn und gehörte zur Vogtei Fretzdorf, später auch Herrschaft Fretzdorf genannt. 1435 verpfändete der brandenburgische Markgraf Friedrich die Herrschaft Fretzdorf an Albrecht Graf von Lindow und Herr zu Ruppin für 800 Schock böhmische Groschen unter dem Vorbehalt des Wiederkaufsrechtes. 1438 verkaufte nun Albrecht das Pfand weiter an Konrad von Lintorff, Bischof von Havelberg. Friedrich II. übereignete 1438 die Herrschaft Fretzdorf auf Dauer Bischof, Kapitel und der Kirche zu Havelberg. 1548 starb der letzte katholische Bischof von Havelberg Busso II. von Alvensleben. Danach wurde das Bistum von den Hohenzollern Friedrich und Joachim Friedrich administriert. 1571 wurde das Bistum an die Mark Brandenburg angeschlossen und 1598 auch formal aufgelöst. Ab 1571 wurde der Besitz des Bischofs in den landesherrlichen Domänenbesitz überführt. Teetz wurde von nun an von Amt Wittstock verwaltet. Ab 1786 wurde der Amtssitz von der Burg Wittstock auf die Burg Goldbeck verlegt. Das Dorf Teetz verblieb beim Amt Wittstock bis 1872. Teetz liegt in der Prignitz und gehörte zum Wittstockischen Kreis, kam in der Kreisreform von 1817 zum Kreis Ostprignitz und in der Kreisreform von 1952 in der damaligen DDR zum Kreis Kyritz.

## Denkmale und Sehenswürdigkeiten

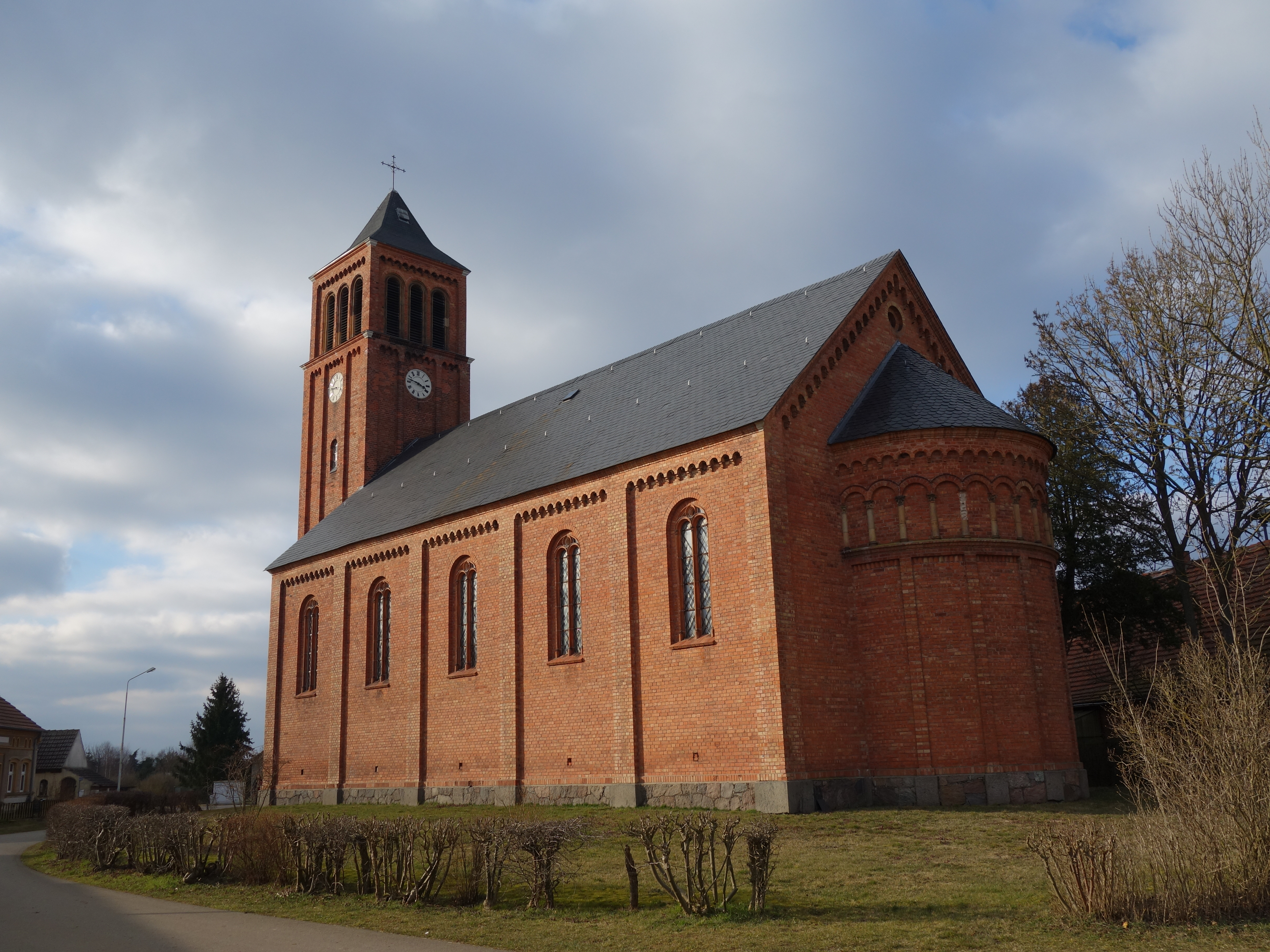
Dorfkirche Teetz

Die Denkmalliste des Landes Brandenburg für den Landkreis Ostprignitz-Ruppin (Stand 2013) verzeichnet ein Baudenkmal und vier Bodendenkmale Einziges Baudenkmal ist die
- Dorfkirche auf dem Kirchplatz (Nr. 09170706). Die neuromanische Dorfkirche, ein großer Saalbau mit Halbkreisapsis im Rundbogenstil des Stüler-Umkreises wurde 1859 neu erbaut. Sie ersetzte eine 1708 erbaute Kirche. Bedeutendstes Ausstattungsstück ist ein spätgotischer Flügelaltar um 1520 mit Schnitzfiguren sowie Malereien auf der Außenseite der Flügel. Seit Oktober 2010 ist auch die von Friedrich Hermann Lütkemüller in Wittstock gebaute Orgel saniert und wieder spielbar.

Die vier Bodendenkmale sind:
- Nr. 100032, Flur 9: Schloss aus Neuzeit, Siedlung deutsches Mittelalter, Wüstung deutsches Mittelalter
- Nr. 100033, Flur 4: Dorfkern aus dem Mittelalter, Dorfkern der Neuzeit
- Nr. 100166, Flur 3: ein Gräberfeld der Ur- und Frühgeschichte
- Nr. 100167, Flur 3,4: Siedlung der Ur- und Frühgeschichte